# Vindémia
Vindémia est une entreprise de grande distribution de l'île de La Réunion. Société par actions simplifiée fondée le 5 février 1991, elle a été rachetée par le groupe Casino au groupe Bourbon en 2005, puis en 2020 elle a été rachetée par le groupe martiniquais Bernard Hayot ,,. Elle est active à La Réunion, à Madagascar, à Maurice et à Mayotte et constitue ce faisant le principal distributeur de la région océan Indien, où elle opère sous ses propres enseignes Score, Jumbo Score et Agora, mais également sous celles du groupe, par exemple SPAR à Maurice et Vival à La Réunion. Elle a son siège à La Mare, sur le territoire de la commune de Sainte-Marie.

## Histoire
Vindémia a ouvert son premier hypermarché au Viêt Nam sous la marque Cora en août 1998, au nord d'Hô-Chi-Minh-Ville, puis un magasin à An Lac en mars 2001, et un autre un mois plus tard à Mien Dong, dans le centre d'Hô-Chi-Minh-Ville. Ces magasins sont passés sous la marque Big C en 2003, enseigne déjà exploitée par le groupe Casino en Thaïlande.
En 2019, le groupe Casino entre en négociation avec le groupe Bernard Hayot pour lui céder Vindemia. L'autorité de la  Concurrence se saisit du dossier. Le Groupe Casino annonce le 30 juin 2020 avoir finalisé cette cession au groupe Bernard Hayot

## Enseignes
- Carrefour (anciennement Jumbo Score)
- Carrefour Market (anciennement Score)
- Carrefour City
- Jumbo
- Jumbo express
- Fnac (anciennement Agora)
- Jumbo Home (anciennement Home City)
- Promocash (anciennement Supercash)
- Vival
- Spar
- Snie
- Doukabé
- Supermaki